# Kup Radivoja Koraća
La Copa Radivoj Korać o Copa Serbia de Baloncesto es la competición de copa de baloncesto que se celebra anualmente en Serbia desde el año 2002, es la sucesora natural de la Copa Yugoslava de Baloncesto, toma su denominación en 2006, tras la separación de Serbia y Montenegro del fallecido exjugador Radivoj Korać.

## Palmarés
| Temporada | Campeón               | Resultado | Finalista             | Sede de la final         |
| --------- | --------------------- | --------- | --------------------- | ------------------------ |
| 2002–03   | FMP Železnik          | 88 - 67   | KK Hemofarm Vršac     | Čair Sports Center, Niš  |
| 2003–04   | KK Estrella Roja      | 91 - 89   | FMP Železnik (Reflex) | SPC Vojvodina, Novi Sad  |
| 2004–05   | FMP Železnik (Reflex) | 88 - 84   | KK Partizan Belgrado  | Millennium Center, Vršac |
| 2005–06   | KK Estrella Roja      | 80 - 65   | KK Hemofarm Vršac     | Pionir Hall, Belgrado    |
| 2006–07   | FMP Železnik          | 73 - 61   | KK Partizan Belgrado  | Hala Jezero, Kragujevac  |
| 2007–08   | KK Partizan Belgrado  | 73 - 64   | KK Hemofarm Vršac     | Čair Sports Center, Niš  |
| 2008–09   | KK Partizan Belgrado  | 80 - 65   | KK Estrella Roja      | Čair Sports Center, Niš  |
| 2009–10   | KK Partizan Belgrado  | 72 - 62   | FMP Železnik          | Čair Sports Center, Niš  |
| 2010–11   | KK Partizan Belgrado  | 77 - 73   | FMP Železnik          | Železnik Hall, Belgrado  |
| 2011–12   | KK Partizan Belgrado  | 64 - 51   | KK Estrella Roja      | Pionir Hall, Belgrado    |
| 2012–13   | KK Estrella Roja      | 78 - 69   | KK Partizan Belgrado  | Hala Jezero, Kragujevac  |
| 2013–14   | KK Estrella Roja      | 81 - 80   | KK Mega Vizura        | Pionir Hall, Belgrado    |
| 2014–15   | KK Estrella Roja      | 80 - 74   | KK Mega Leks          | Čair Sports Center, Niš  |
| 2015–16   | KK Mega Leks          | 85 - 80   | KK Partizan Belgrado  | Čair Sports Center, Niš  |
| 2016-17   | KK Estrella Roja      | 74 - 64   | KK Partizan Belgrado  | Čair Sports Center, Niš  |
| 2017-18   | KK Partizan Belgrado  | 81 - 75   | KK Estrella Roja      | Čair Sports Center, Niš  |
| 2018-19   | KK Partizan Belgrado  | 76 - 74   | KK Estrella Roja      | Čair Sports Center, Niš  |
| 2019-20   | KK Partizan Belgrado  | 85 - 84   | KK Estrella Roja      | Čair Sports Center, Niš  |
| 2020-21   | KK Estrella Roja      | 73 - 60   | KK Mega Bemax         | SPC Vojvodina, Novi Sad  |
| 2021-22   | KK Estrella Roja      | 85 - 68   | KK Partizan Belgrado  | Čair Sports Center, Niš  |
| 2022-23   | KK Estrella Roja      | 96 - 79   | KK Mega Bemax         | Čair Sports Center, Niš  |
| 2023-24   | KK Estrella Roja      | 85 - 79   | KK Partizan Belgrado  | Čair Sports Center, Niš  |
| 2024-25   | KK Estrella Roja      | 89 - 83   | KK Partizan Belgrado  | Čair Sports Center, Niš  |

## Victorias por club
| Club                 | Títulos | Años Campeón                                                     | Finalista | Años Finalista                                 |
| -------------------- | ------- | ---------------------------------------------------------------- | --------- | ---------------------------------------------- |
| KK Estrella Roja     | 11      | 2004, 2006, 2013, 2014, 2015, 2017, 2021, 2022, 2023, 2024, 2025 | 5         | 2009, 2012, 2018, 2019, 2020                   |
| KK Partizan Belgrado | 8       | 2008, 2009, 2010, 2011, 2012, 2018, 2019, 2020                   | 8         | 2005, 2007, 2013, 2016, 2017, 2022, 2024, 2025 |
| FMP Železnik         | 3       | 2003, 2005, 2007                                                 | 3         | 2004, 2010, 2011                               |
| KK Mega Leks         | 1       | 2016                                                             | 4         | 2014, 2015, 2021, 2023                         |
| KK Hemofarm Vršac    | -       | -----                                                            | 3         | 2003, 2006, 2008                               |